# ترونئوک
ترونئوک (به فرانسوی: Tréveneuc) یک کمون در فرانسه است که در Canton of Étables-sur-Mer واقع شده‌است.

## خصوصیات
ترونئوک ۶٫۶۵ کیلومترمربع مساحت و ۷۶۴ نفر جمعیت دارد.